# Bundesstrasse 477
Bundesstrasse 477 är en förbundsväg i Tyskland. Vägen som är 95,5 kilometer lång går i förbundslandet Nordrhein-Westfalen. Vägen börjar i Neuss och slutar i Tondorf.